# Министарство
Министарство је специјализована организација за вођење послова државне управе. Оснива се за једну или више повезаних управних области, зависно од врсте, значаја и обима тих послова. На челу министарства је министар који управља радом и пословима у оквиру свог ресора. Сви министри чине владу, носиоца извршне власти, којом руководи и предсједава премијер.

## Министарства у Србији
Према Уставу Републике Србије (2006.) и Закону о државној управи (2005.), Владу чине председник Владе, један или више потпредседника и министри. Министри руководе министарствима, представљају их, доносе прописе и решења у управним стварима и одлучују о другим питањима из делокруга министарства. За свој рад и стање у области делокруга министарства, министар одговара председнику Владе, Влади и Народној скупштини.

### Надлежност
Министарство се образује за послове државне управе у једној или више међусобно повезаних области. У вршењу послова државне управе, министарства као и други органи су самостална и везана Уставом и законом. Послови заједнички за сва министарства јесу међународна сарадња и њено унапређивање, закључивање и примена међународних уговора, усклађивање прописа са правом Европске уније и припрема, усвајање односно предлагање техничких прописа. Министарство не може вршити надзор над радом другог министарства (који се иначе састоји од надзора над законитошћу и сврсисходношћу рада органа државне управе и ималаца јавних овлашћења у вршењу поверених послова државне управе). ZAKON O MINISTARSTVIMA ("Sl. glasnik RS", br. 44/2014, 14/2015, 54/2015 i 96/2015 - dr. zakon)paragraf.rs

### Унутрашња организација
У оквиру министарства, раде и помоћници министра, а могу постојати и државни секретари, секретар министарства, посебни саветници. У саставу министарства, могу се образовати један или више органа државне управе, и то за извршне, инспекцијске и са њима повезане стручне послове, ако се за њихово вршење захтева већа самосталност него што је има сектор у министарству. Врсте органа у саставу јесу управе, инспекторати и дирекције. Послове из свог делокруга, орган у саставу врши самостално, али уз усмеравања од стране министра који и доноси прописе из његовог делокруга. Надзор над радом органа у саставу врши министарство у чијем саставу је орган. Министарства подносе Влади најмање једном годишње извештај о свом раду, који садржи опис стања у областима из њиховог делокруга, податке о извршавању закона, других општих аката и закључака Владе и податке о предузетим мерама и њиховом дејству.